# Célestin Demblon
 (mai 2017).
Si vous disposez d'ouvrages ou d'articles de référence ou si vous connaissez des sites web de qualité traitant du thème abordé ici, merci de compléter l'article en donnant les références utiles à sa vérifiabilité et en les liant à la section « Notes et références ».
Célestin Demblon, né le 19 mai 1859 à Neuville-en-Condroz (Belgique) et mort le 13 décembre 1924 à Bruxelles, est un instituteur, journaliste, poète, écrivain et homme politique socialiste puis communiste belge.

## Biographie

### Formation et débuts comme instituteur
Fils de parents modestes, il accomplit des études à l'École normale de Liège et ne tarde pas à être nommé instituteur dans l'important enseignement communal de la première ville wallonne. Mais son parler est franc et, décrivant la vie à ses élèves, il ne passe pas sous silence la grande misère de la classe ouvrière (c'est encore le temps où l'on relève des cas de typhus dans la banlieue liégeoise). L'échevin libéral de la ville chargé de l'enseignement s'en offusque et, lui faisant en particulier reproche d'avoir employé le mot socialisme, il demande sa révocation au conseil communal de Liège et l'obtient.
Demblon va alors devenir professeur à l'Université nouvelle de Bruxelles, qui avait été créée en 1894 par des dissidents (anarchistes, socialistes, etc.) de l'Université libre de Bruxelles. Il s'agissait d'une institution d'enseignement indépendante et autogérée.
Demblon se lance dans la politique et, lors des élections législatives de 1894, se présente à Liège en tant que socialiste contre le libéral Frère-Orban, ancien Premier ministre. Le jeune instituteur révoqué bat l'ancien ministre (alors que le suffrage est encore plural), et occupe son siège à la Chambre des représentants.
Son œuvre littéraire est volumineuse. Il publie notamment des recueils de poésie. Par ailleurs, Demblon est un érudit qui se fait connaître sur la scène internationale par une violente controverse sur le personnage de Shakespeare, qu'il identifie comme un noble anglais écrivant sous un pseudonyme, le tout dans un ouvrage en deux volumes (Lord Rutland est Shakespeare, Paul-Ferdinando, libraire-éditeur, 1912). Il traduit également plusieurs des tragédies shakespeariennes (son Macbeth a été réédité). Il collabore aussi à La Wallonie d'Albert Mockel.
En 1896, une grève éclate dans toute la Wallonie donc aussi à Liège. Demblon y prend part de diverses façons et notamment en fédérant les divers cercles et mouvements ouvriers, syndicats, mutuelles, groupes anarchistes et réussit à fonder la Fédération liégeoise du Parti ouvrier belge. Tout naturellement, il va en devenir le premier député et y jouera un rôle considérable. Quand la guerre de 1914 éclate, Demblon reste dans Liège occupé, où il écrira La Guerre à Liège. Plus tard il gagne la France où il donne des conférences, notamment avec Ève Francis.

### Après la guerre: le communisme
L'année 1918 sonne le retour à la paix et aux combats sociaux mais Demblon n'est pas resté insensible au grand espoir que la création de l'Union soviétique a fait naître. Son rapprochement avec les organismes communistes naissants ne va pas sans inquiéter ses rivaux à la Fédération socialiste liégeoise. Mais les statuts du parti prévoient que l'exclusion du parti ne peut être prononcée que par les militants de sa section, qui ne sont pas enclins à exclure une figure populaire telle que Demblon. La Fédération a alors recours à un subterfuge dont elle continuera à user dans la suite : elle « constate » que Demblon « n'a pas régulièrement payé ses timbres d'affiliation » et propose à l'Assemblée fédérale, exclusivement composée de délégués donc beaucoup plus sensibles aux désirs de l'appareil du parti, non pas d'exclure Demblon (ce qui serait contraire aux statuts) mais de constater « que Demblon s'est exclu de lui-même », vote non prévu par les statuts mais qui peut de ce fait être pris à la majorité simple.
Une longue bataille s'ensuit mais Demblon ne modifie pas son analyse de fond et se rapproche donc des communistes. En fait, tout indique que Demblon va devenir premier candidat de la liste communiste. Mais il contracte une grippe (peut-être un relent de la grippe espagnole), est victime de complications et s'éteint brusquement.
La Fédération liégeoise se rappelle alors subitement de son passé, se bat pour lui organiser des funérailles importantes et fait aussitôt construire au cimetière de Robermont un monument grandiose. Les communistes n'entendent pas se laisser faire et ils lui dédient un second monument dans le même cimetière.
Demblon se révèle très ouvert aux revendications flamandes tout en se ralliant vigoureusement au fédéralisme, qu'on appelait alors la « séparation administrative ».

## Hommage
De nombreuses rues portent son nom, en particulier dans la région liégeoise.